# Danià
| Període                                       | Època    | Estatge      | Edat (Ma)    | Edat (Ma)    |
| --------------------------------------------- | -------- | ------------ | ------------ | ------------ |
| Neogen                                        | Miocè    | Aquitanià    | (més recent) | (més recent) |
| Paleogen                                      | Oligocè  | Catià        | 27,82        | 27,82        |
| Paleogen                                      | Oligocè  | Rupelià      | 33,9         | 33,9         |
| Paleogen                                      | Eocè     | Priabonià    | 37,2         | 37,2         |
| Paleogen                                      | Eocè     | Bartonià     | 40,4         | 40,4         |
| Paleogen                                      | Eocè     | Lutecià      | 48,6         | 48,6         |
| Paleogen                                      | Eocè     | Ipresià      | 55,8         | 55,8         |
| Paleogen                                      | Paleocè  | Thanetià     | 58,7         | 58,7         |
| Paleogen                                      | Paleocè  | Selandià     | 61,6         | 61,6         |
| Paleogen                                      | Paleocè  | Danià        | 66,0         | 66,0         |
| Cretaci                                       | Superior | Maastrichtià | (més antic)  | (més antic)  |
| Comissió Internacional d'Estratigrafia (2023) |          |              |              |              |

El Danià és un estatge faunístic del Paleocè. Començà fa 66,0 milions d'anys amb la fi de l'extinció del Cretaci-Paleogen, una extinció massiva que eliminà aproximadament la meitat de les espècies existents en aquell temps, entre les quals es poden destacar els dinosaures no aviaris, i que marcà la fi del Mesozoic. Estratigràficament, el seu inici queda marcat per una anomalia causada per un nivell inusualment alt d'iridi. S'acabà fa 61,6 milions d'anys i deu el seu nom a l'estat de Dinamarca.

## Fauna
- Primera aparició dels multituberculats Ectypodus i Eucosmodon en el registre fòssil.